# 長洲飄色巡遊

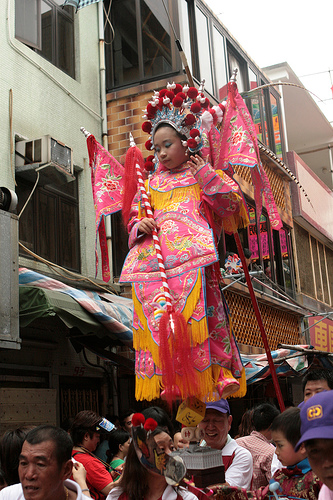
長洲飄色巡遊

長洲飄色巡遊是香港長洲太平清醮會景巡遊中一個重點表演項目，是飄色的一種。

## 起源
長洲飄色巡遊不遲於1920年代出現，當年有長洲居民於佛山，看到佛山飄色，將之引入長洲的打醮巡遊當中，其後每條街都推出飄色製作，各出奇謀，互相競爭，成為太平清醮巡遊的一個主打項目。而將飄色加入遊行行列。其後巡遊的發展，可能由每條街都負責一些项目，內容因互相競爭而各自加插一些內容，巡遊便顯得更加豐富；而佛山飄色則源於沙灣飄色。

## 內容
在這個表演項目中，由身高不高於42英寸（106.6釐米）和體重少於35磅（15.9公斤）的小孩被支架撐著。除了扮演歷史人物和中國神話傳說人物、虛構人物外，還會緊貼時事，扮演現代人物如新聞和政治人物等巡遊，為長洲飄色巡遊所獨有。
因為小孩需要在支架上遊行良久，故此參與飄色表演的小孩均包著尿片。
2023年5月26日，飄色巡遊復辦，有飄色單位和當地居民指在《國安法》下，港府高官和政治人物的角色較以往少談及。惠海陸同鄉會飄色總監黃成就指以往有（特首），今年有《國安法》，免得多事。

## 停辦
由於2019冠狀病毒病香港疫情，2020至2022年的長洲太平清醮儀式被大幅簡化，取消了飄色巡遊。